# Jan Michaelsen
Jan Munch Michaelsen (ur. 28 listopada 1970 w Nantes we Francji) – duński piłkarz występujący na pozycji pomocnika. Obecnie gra w Hamarkameratene. Jego ojciec – Allan również był zawodowym piłkarzem.

## Kariera klubowa
Jan Michaelsen zawodową karierę rozpoczynał w 1991 w Svendborg FB. Następnie grał w klubach Vanløse IF oraz Hellerup IK. Latem 1996 roku trafił do Akademisk BK, gdzie od razu wywalczył sobie miejsce w pierwszym składzie. Łącznie w barwach tego zespołu Michaelsen rozegrał 141 ligowych spotkań, w których zdobył 20 bramek. W 2001 roku podpisał kontrakt z greckim Panathinaikosem AO. W pierwszym sezonie gry dla „Zielonych Koniczynek” wystąpił w siedemnastu meczach. W 2004 roku zdobył mistrzostwo oraz puchar kraju. Łącznie dla Panathinaikosu duński piłkarz rozegrał 66 spotkań, po czym powrócił do ojczyzny i podpisał kontrakt z Hamarkameratene. W jego barwach po raz pierwszy zagrał 25 lipca w meczu przeciwko Tromsø IL.

## Kariera reprezentacyjna
W reprezentacji Danii Michaelsen zadebiutował w 2000 roku. W 2002 roku Morten Olsen powołał go do kadry na mistrzostwa świata. Na mundialu Duńczycy niespodziewanie zajęli pierwsze miejsce w swojej grupie, jednak w 1/8 finału przegrali z Anglią 0:3 i odpadli z turnieju. Michaelsen na boiskach Korei Południowej i Japonii pełnił rolę rezerwowego i nie zagrał w żadnym meczu. Łącznie w barwach drużyny narodowej wystąpił w dziewiętnastu spotkaniach, w których zdobył jednego gola.